# 大泉潤
大泉 潤（おおいずみ じゅん、1966年〈昭和41年〉3月20日 - ）は、日本の地方公務員、政治家。実弟は俳優・タレントの大泉洋。

## 経歴
北海道江別市出身。江別市立大麻東小学校、江別市立大麻東中学校、北海道札幌北高等学校、早稲田大学法学部卒業。
函館市役所入庁後、2017年（平成29年）から観光部部長、2019年（令和元年）から保健福祉部部長を務める。

### 2023年函館市長選挙へ立候補
2022年（令和4年）7月12日、現職の工藤壽樹の任期満了により行われる函館市長選挙への出馬を見据え、辞表を提出した。その後同年7月31日に正式に退職した。同年9月には工藤も出馬を表明した。
同年10月12日、市長選に無所属で立候補することを正式に表明した。
この函館市長選挙は、大泉が著名な芸能人の肉親であることから「全国で最も注目の選挙」とも評された。大泉潤本人は、「選挙に応援だとかいう話をしたことはないし、弟の芸能活動と自分の政治活動は、別なものです」とした。一方で、後に当選確実の報を受けた際には「弟の知名度がなければ勝利はなかった」と語った。
第20回統一地方選挙の後半戦となった2023年（令和5年）4月16日に告示された市長選では、現職の工藤との一騎打ちとなった。選挙期間中、弟の大泉洋が応援演説に入ることはなかったものの、記念撮影を求める有権者が列を作る光景も見られた。同年4月23日に投開票が行われ、98,174票を獲得、過去最多得票での歴史的な大勝となった。当選確実の報を受け大泉は事務所前にて「函館を諦めなかった多くの皆さんが、党派を越えて私を支援してくれた。その結果、今の勝利がある。開票はまだだが、得票は分断された。市民が分断されることはあってはならない。誰一人置き去りにせず、全ての人に温かく寄り添う行政の推進に全力を尽くしていきたい。」と語った。
北海道新聞が23日に市内で実施した出口調査によると、自民支持層の約76.8%、公明支持層の71%、立憲支持層では89%、共産支持層は71%、無党派層は86.7%が大泉に投票した。また、性別では男性の80.3%、女性の85.9%が大泉に投票した。年代別でみると、20代が87.5%、30代が85.4%、40代が86.7%、50代が86.9%、60代が86.5%、70代が77.9%、80歳以上が76.3%と全年代から幅広い支持を得た。
選挙結果
※当日有権者数：210,568人 最終投票率：58.15%（前回比：8.83pts）
| 候補者名 | 年齢 | 所属党派 | 新旧別 | 得票数   | 得票率 | 推薦・支持             |
| -------- | ---- | -------- | ------ | -------- | ------ | ---------------------- |
| 大泉潤   | 57   | 無所属   | 新     | 98,174票 | 80.7%  | 立憲民主党支持         |
| 工藤壽樹 | 73   | 無所属   | 現     | 23,483票 | 19.3%  | 自由民主党・公明党推薦 |

## 政策・主張
- 函館市長選挙への立候補を正式表明した際の記者会見内において、「函館市の人口減少率が中核市の中で最悪」と述べ、子供への投資とインクルージョンの力で未来を変えることを訴えた[4]。
- 一番の課題として訴えた人口減少について、人口危機対策本部の新設とスタートアップ企業への支援、中小企業活性化による「住んで良し」となる施策の実現を具体例として挙げた[12]。
- 選挙戦では、3期12年に渡る工藤市政からの転換を掲げ、子育て支援や教育環境の充実に加え、函館駅への北海道新幹線乗り入れに向けた調査（詳細は北海道新幹線函館駅乗り入れ構想を参照）や、ふるさと納税の寄付額を年間100億円に増加させる取り組みを進めると訴えた[13]。
- 市を原告として現職の工藤が主導した大間原子力発電所の建設差し止め訴訟については継続の方針を示し、「原発の建設は函館市民の声を聞かないままに始まった」と主張している[4][14]。

## 人物
- 実弟は俳優・タレントの大泉洋。

### 弟・大泉洋との関係
- 兄弟仲は良く、大学生時代には当時高校生だった洋を東京ディズニーランドに連れて行き、遊び方をレクチャーしたことがある[15][16]。
- 函館市長選挙に出馬したことについて大泉潤は、選挙運動と大泉洋の芸能活動は別であり、選挙応援の話題は出たことがないと述べている[14]。一方で「彼は面白いだけでなく家族思い。選挙について話すことはないが、彼の性格からすれば応援してくれているはず」とも発言した[7]。
- 市役所職員時代に放送された『ハナタレナックス』にて洋は潤を「函館の影の支配者」と評しており、同番組内でGLAYのTAKUROは、「函館でのGLAYの野外ライブを成功させたのは兄のおかげである」と語っている[17][18][19]。